# Драматургия Симеона Полоцкого
Заметная роль в культурной жизни многих стран принадлежит школьному театру, создание которого на Руси осуществлено Симеоном Полоцким. Драматургия Симеона Полоцкого началась с пасторалей и декламаций. Центральное место в его драматургии занимают пьесы «Комидия о блудном сыне» и «О царе Навуходоносоре, теле злате и триех отроцех, в пещи не сожженных». Оба произведения включены в сборник стихотворений «Рифмологион» (1678).

## Пасхальный диалог «Вирши в Великий Пяток при выносе плащаницы» («Wierszy w Wielky Piątek przy braniu płaszczenicy»)

### Дата написания
Точная дата написания пасхального диалога не известна, но он считается самой ранней пьесой Симеона Полоцкого. По мнению Б. А. Костина, произведение было написано в 1650 или 1651 году, когда Полоцкий учился в Виленской иезуитской академии.

### Сюжет
В основе пьесы лежит библейский сюжет из «Нового Завета: Евангелие от Иоанна». Симеон Полоцкий осветил тему погребения Иисуса Христа.

### Структура
Под заглавием располагается ремарка, которая гласит, что пьеса была поставлена «В монастыре отца ксендза Шем[бек]а».
Пасхальный диалог состоит из одного действия, обрамленного предисловием, то есть прологом и эпилогом.
В прологе автор обращается к слушателям и приглашает их посмотреть на «Божье погребение печальное», также он вводит главных героев диалога — Душу Благочестивую и Ангела.
Независимо от того, что пьеса имеет только одно действие, она разделена на 2 логические части. В «первом акте» действие имеет кольцевую композицию: начинается под крестом, затем продолжается в Гефсиманском саду, у первосвященников Анны, затем у Кайафы, а далее у Пилата, и заканчивается снова у креста. Во «втором акте» все герои пьесы приходят к церкви, где наблюдают за церемонией возложения символических атрибутов смерти Христа.
Диалог оканчивается криптограммой, при расшифровке означающей: «В честь смерти Господней: (составил пьесу) некий базилианин, в Вильне, на Пасху».

### Стилистические особенности
О стилистических особенностях писал В. К. Былинин: он считает, что художественный язык пьесы насыщен тропами («звезды заблудились на небосводе», «скорби глыбы кремнистые помогают», «они очистили мою грязную совесть»).
Также он говорит о многократном использовании Полоцким приема контрастной антитезы («Вышние жители вместе с земными и водные с воздушными, подивитесь, как Бог — ах! увы! — от человека смутную принял смерть постыдную, жестокую») и рефрен (повторение строки «Душа Благочестивая, Душа справедливая»)
По словам Былинина, Симеон Полоцкий обращается к анафоре или эпистрофе при помощи которых делает акцент на более важных положениях:
«1. Пойдем же на место, где то древо свято руками Души Благочестивой взято.
4. Пойдем же, и пусть каждый, дабы услужить Богу, возьмет то, чем ему услужила бы Душа»
Пасхальный диалог написан правильным тринадцатисложным изосиллабическим стихом.

## Пасторали
Ещё в 1660 году, когда Симеон Полоцкий был учителем братской школы, он написал рождественскую пастораль «Беседы пастушеские», которая была исполнена учащимися этой школы.

### Сюжет
В ней представлена беседа двух пастухов, один из которых изображен молодым и неопытным, другой — более зрелым и смышленым. Юноша спрашивает по поводу рождения Христа, а другой подробно рассказывает об этом. Сами образы расплывчаты и не имеют имен, обозначены буквами А и В. Весь смыл пасторали заключен в рождении Христа, в призыве поклоняться ему и воспевании рождения Бога.

## Декламации
Симеону Полоцкому удалось развить одну из малейших форм школьной драматургии — «декламацию». Благодаря ему появился обычай публичного исполнения декламаций в день праздника или другого торжества. Со стороны театра, её структура была проста: без декораций, костюмов, прологов, эпилогов и выдержанная одним стихотворным размером (11-сложный силлабический стих).

### Первый случай публичного исполнения декламации
Еремин утверждает, что это произошло в 1660 году, когда Симеон Полоцкий прибыл в Москву с 12 отроками, которые исполнили приветственные «стихи краесогласные» царю Алексею.

### Связь декламации с освобождением Полоцка в 1654 году
Политический смысл в декламации увидел Еремин, он говорит, что устами «отроков» Симеон Полоцкий хотел отразить надежды широкой массы белорусов, в годы воссоединения с Москвой, которое не было подкреплено официальными документами. Центральной темой является благодарность за освобождение Полоцка в 1654 году царскими войсками.

### Стилистические особенности
Еремин также отмечает, что Симеон Полоцкий использует большое количество гипербол: Россия — небо, царь Алексей Михайлович — солнце, царица Мария Ильинична — луна.
Декламация, написанная в 1667 году, была приурочена к Рождеству и была произнесена «в церкви во славу Христа бога». В ней развивалась тема благодарения Бога и награда за безгрешную жизнь.

### Связь декламации с прибытием послов из Польши в Москву в 1667 году
Впервые об этом заговорил Пушкарев: он утверждает, что декламация была связана с прибытием послов из Польши в Москву в 1667 году для утверждения Андрусовского договора. В начале декабря было принято «Союзное соглашение» между Россией и Речью Посполитой, которое прекращало многовековую вражду и приложило начало мира между двумя советскими странами.
Почти все его декламации, написанные в 1668 году, были внесены в состав «Рифмологиона».

## Комедия «О Навходоносоре-царе, о теле злаце и триех отроцех, в пещи не соженных»[14]

### Дата написания
Точная дата написания пьесы неизвестна. По мнению В. Н. Всеволодского-Гернгросса, произведение было написано во время или незадолго до войны с Турцией в 1673 году. Этого же мнения придерживается Пушкарёв.

### Сюжет
В основе пьесы лежит библейская легенда из третьей главы «Книги пророка Даниила». Симеон Полоцкий актуализировал рассказ из Ветхого Завета о царе-тиране Навуходоносоре, который заставил подданных поклоняться золотому идолу и бросил в огонь трех еврейских отроков. Полоцкий в пьесе представляет Алексея Михайловича как мудрого и справедливого царя, осуждает деспотизм.

### Композиция
Пьеса состоит из одного действия, обрамленное «предисловцем», то есть прологом, и эпилогом.
В прологе автор обращается к царю и кратко пересказывает сюжет произведения. Поэт поясняет, что его цель — противопоставить царя истинного, мудрого и справедливого, значит — Алексея Михайловича, Навуходоносору-тирану, гордому, своевольному и жесткому. В основном действии сюжет пьесы близок к легенде, однако Симеон допускает некоторые отклонения, с помощью чего подчеркивает деспотизм и гордыню Навуходоносора. Например, Навуходоносор приказывает приготовить свой «образ», чтобы ему кланялись подданные, а в легенде они должны были кланяться идолу. В эпилоге прославляется Алексей Михайлович.
По замыслу Симеона Полоцкого, постановка должна была сопровождаться различными звуковыми и зрительными эффектами. Например, для вспыхивания огня в печи использовались споры растения плауна, или ликоподия. Также это растение употреблялось и в «Пещном действе»: игравшие роль халдеев подпаливали «плаун-траву», а затем шли зажигать праздничные огни.
В тексте пьесы содержится большое количество ремарок, что указывает на предназначение пьесы для постановки на сцене, а именно в придворном театре царя. Однако неизвестно, была ли осуществлена постановка, так как театр царя прекратил существование в 1676 году.

### Стилистические особенности
Об особенностях стиля подробно пишет Пушкарёв: он утверждает, что Симеон, в целях доступности пьесы, приблизил речь героев к разговорному языку, «обмирщил библейские образы». Самые большие изменения произошли в речи второстепенных персонажей.
В пьесе соединились две традиции: школьная драма, к ней относится вступительный монолог Навухоносора, стилистически совпадающий с типичным монологом царя-тирана; придворный театр — много места уделяется изображению придворного церемониала.

### Пещное действо
Есть мнение, что пьеса Симеона Полоцкого — это литературная переработка «пещного действа», однако текст этого мнения не поддерживает, так как обряд «пещного действа» во времена Симеона Полоцкого уже вышел из употребления.
К тому же Пушкарёв обращает внимание, что в отличие от «пещного действа», Полоцкий вводит фигуру самого царя Навуходоносора.

### Связь пьесы сРусско-турецкой войной (1672—1681)
Пьеса заканчивается мольбой игроков, чтобы противники царя вскоре были повержены. Это подчеркивает связь с исторической обстановкой начала 70-х годов 17 века, когда Россия готовилась к войне с Турцией. Как о пьесе политической, о ней заговорил Пушкарёв: посрамление языческого царя Навуходоносора и прославление христианского бог вдохновляло русское общество на борьбу с турками.

### Судьба пьесы
Вновь пьеса была поставлена почти через два с половиной столетия — 27 ноября 1907 года учениками театральной школы имени А. С. Суворина в петербургском Малом театре Литературно-художественного общества. Спектакль был повторен 5 декабря 1907 года, однако духовная цензура запретила продажу программы с заставкой, взятой из первого издания церковных проповедей Симеона Полоцкого. После того как крамольное заставка была замарана, полиция разрешила продавать программу.

## «Комидия притчи о блудном сыне»
«Комидия притчи о блудном сыне» занимает центральное место в драматургии Симеона Полоцкого. Вместе с пьесой «О царе Навуходоносоре, теле злате и триех отроцех, в пещи не сожженных» она включена в сборник стихотворений «Рифмологион» (1678).

### Дата написания
Годы написания и премьерной постановки «Комидии…» до сих пор точно неизвестны. По мнению А. С. Елеонской, Симеон Полоцкий работал над пьесой приблизительно в 1675 году, а первое издание, опубликованное его учеником Сильвестром Медведевым, вышло в свет в 1685 году, под заглавием «История и действие евангельския притчи о блуднем сыне бываемое лета от рождества Христова 1685».
Документов о том, на какой сцене она была поставлена, не сохранилось. По мнению Л. Н. Пушкарева, из обращения в прологе «Комидии…» к «благородным, благочестивым государям премилостивым», можно предположить, что пьеса предназначалась для постановки в частном доме, а не при царском дворе.

### Композиция
«Комидия…» входила в репертуар школьного театра и предназначалась для постановки в духовных учебных заведениях: на это указывают многочисленные ремарки, а также небольшой объем произведения, его структура, доступный язык (близкий к разговорной речи) и количество действующих лиц.
Пьеса состоит из шести действий, пролога и эпилога. Персонажи четко делятся на положительных и отрицательных. Аллегорические фигуры отсутствуют. Каждая часть заканчивается пением хора. Опираясь на содержание евангельской притчи (Евангелие от Луки, Глава 15), Симеон Полоцкий сумел украсить текст драмы пением, музыкой, интермедиями (не сохранились), бытовыми сценами и ярко описать разгульный образ жизни блудного сына (пьянство, карточную игру). Решив транслировать христианскую мудрость не в церкви, а в театре, автор тем самым создал произведение, которое стало связующим звеном между драматургией школьно-церковной и светской.

### Актуальность
Несмотря на то, что произведение написано на библейский сюжет, текст «Комидии…» был необычайно популярен среди современников, поскольку Симеон Полоцкий коснулся актуальных на тот момент морально-нравственных вопросов о взаимоотношениях отцов и детей, покаянии и прощении.
Симеон Полоцкий неслучайно выбрал темой своей пьесы именно сюжет притчи о блудном сыне — текста, который отображает милосердие Бога даже к грешникам в лице Его неблагодарных сыновей. В царствование Алексея Михайловича (1645—1676), когда молодых людей из господствующих слоев населения стали посылать учиться за границу, она приобрела особую актуальность. В «Комидии…» автор дал урок таким «блудным сыновьям» — в этом заключается дидактическая функция произведения. Так, в эпилоге Симеон Полоцкий пишет наставление и старшему, и младшему поколению:
«Юным се образ старѣйших слушати,
на младый разум свой не уповати;
Старим, да юных добрѣ наставляют,
ничто на волю младых не спущают.
Найпаче образ милости явися,
ею в нем же божая милость вобразися,
Да и вы богу в ней подражаете,
покаявшимся удобь прощаете»